# Bassan
Bassan là một xã thuộc tỉnh Hérault trong vùng Occitanie in the region of Occitanie ở phía nam nước Pháp. Xã này nằm ở khu vực có độ cao trung bình 53 mét trên mực nước biển. Dân số thời điểm năm 1999 là 1537 người.